# 徳満真紀子
徳満 真紀子（とくみつ まきこ、1985年7月30日 - ）は、日本のローカルアイドル「サンフラワー」のメンバー。広島県広島市出身。血液型A型。

## 人物・概要
- 広島を中心に活動するロコドル「サンフラワー」に結成当初から在籍するメンバーであり、サンフラワーの前身ユニット「プリンセスパラダイス」が1999年に結成した当時からの古参メンバーでもある。呼称は「makiko」。サンフラワーで一番背が高く、「割り箸」という称号を持つ。
- サンフラワー内デュオ「スリーピート」をyu-ko（石原優子）と組んでいる。スリーピート（sleepeat）は「食っちゃ寝」の意味。映画「未来への贈りもの」の主題曲「願い星」をインディーズリリースしている。